# Shelby Printemps
Shelby Printemps (* 10. August 1990 in Port-au-Prince) ist ein haitianischer Fußballspieler. Er ist derzeit bei Türk Gücü Friedberg unter Vertrag, einer Mannschaft der Hessenliga in Deutschland.

## Leben
Shelby Printemps wurde in Port-au-Prince geboren und zog Ende der 1990er Jahre zusammen mit seiner Halbschwester zu seinem Vater nach Miami, seine Mutter konnte erst Jahre später folgen.
Printemps spricht Haitianisch-Kreolisch, Französisch, Englisch, Spanisch und Deutsch.

## Karriere

### Verein
Printemps entdeckte seine Leidenschaft für Fußball als Kind und spielte in verschiedenen lokalen Mannschaften im Norden von Miami. Direkt nach Abschluss der Highschool wurde er von Rocha FC unter Vertrag genommen, einer Mannschaft der zweiten Liga in Uruguay. Transfers führten ihn zu Teams in aller Welt, darunter Malta, Spanien, Deutschland, Indonesien und Griechenland.
Das Tor in einem Spiel gegen den FC St. Pauli im Zuge des DFB-Pokals mit FSV Optik Rathenow im August 2014 zählt zu den Höhenpunkten seiner Karriere.
Nach einer intensiven Saison im Frühjahr/Sommer 2017 mit dem Panelefsianikos FC spielte er für Sandzak FC und Sportfreunde Schwäbisch Hall, beides Teams der deutschen Verbandsliga. Im Jahr 2016 verließ er den FSV Optik Rathenow nach zwei erfolgreichen Jahren und kehrte im Juli 2018 dorthin zurück. Im Juni 2019 wechselte er zu Türk Gücü Friedberg, wo ihm bis zur Zwangspause aufgrund des Coronavirus im Frühjahr 2020 acht Tore und mehrere Vorlagen gelangen.

### Nationalmannschaft
Printemps wurde 2015 in die Nationalmannschaft von Haiti berufen und spielte in einem Freundschaftsspiel gegen El Salvador, in dem ihm auch sein erstes und bisher einziges Länderspieltor gelang.

## Sonstiges
Im Jahr 2015 war Printemps Gast in einem Interview des Süddeutsche Zeitung Magazin zum Thema multikulturelle Erfahrungen und Rassismus in Deutschland.